# Nothopygus mniszechii
Nothopygus mniszechii is een keversoort uit de familie van de boktorren (Cerambycidae). De wetenschappelijke naam van de soort werd in 1869 gepubliceerd door Jean Théodore Lacordaire. Het type-exemplaar werd verzameld in Sierra Leone en maakte ten tijde van de publicatie van de naam deel uit van de collectie van Georges Mniszech.